# Матична библиотека Источно Сарајево
Матична библиотека Источно Сарајево од свог оснивања 1996. године па до данас представља најзначајнијег носиоца културних активности на Сарајевско-романијској регији. Библиотека представља матичну библиотеку регије, и надлежна је за рад школских, факултетских, народних и специјалних библиотека на подручју ове регије. Библиотека се налази у улици Стефана Немање, у градском насељу Лукавица. Зграду дијели са Центром за културу Источно Сарајево.
Анализом годишњих извјештаја дошло се до података да Матичну библиотеку просјечно посјети 250 корисника дневно (читаоци, полазници курсева, посјетиоци интернет читаонице, учесници у културним активностима, посјетиоци манифестација). Курсеве енглеског, њемачког и француског завршило је 4.500 полазника, а издато је и 950 диплома на курсевима рачунара. Библиотека је била домаћин седмих међународних ликовних колонија након којих је остао вриједан фонд умјетничких дијела која красе не само просторије Матичне библиотеке него и зидове значајних институција у граду.
Почетком 2004. године са радом је почео мултимедијални центар, а библиотека је у сва одјељења увела унос и обраду књижног фонда преко програма за библиотечко пословање Winisis-Biblio.

## Историјат
Библиотека је створена је одмах иза рата формално спајањем двају библиотека, Народне библиотеке „Марко Марковић“ и библиотеке Радничког универзитета „Ђуро Ђаковић“ тј. обједињавањем цјелокупног књижног фонда евакуисаног из дијелова Српског Сарајева, који су припали Федерацији Босне и Херцеговине, под окриље једне библиотеке, који су заједно са српским народом, другим образовним, културним институцијама, фирмама и организацијама исељене након потписивања Дејтонског споразума из дијела општина Српско Ново Сарајево и Српска Илиџа који су припали Федерацији Босне и Херцеговине. Званично отварање библиотеке и њено освјештење догодило се 28. јуна 1996. године уз присуство тадашњег министра културе Недељка Рашуле и митрополита дабробосанског Николаја. До марта 1997. године завршено је смијештање на полице осталих 80.000 књига и њихово евидентирање. Већ прве године библиотека је имала 560 регистрованих чланова. Добро разумијевајући потребе новооснованог града који се стварао, Матична библиотека је преузимала улогу кичме културног живота. Од 1997. године организује школе страних језика и рачунара, покрећемо књижару и галерију, организујемо позоришне представе, ликовне колоније, изложбе, трибине.
За непуна два мјесеца након исељавања, уз помоћ огромног ентузијазма својих радника, Матична библиотека је успјела да првих 25.000 књига стави на располагање својим корисницима и да успостави најосновнију функцију библиотеке.

### Народна библиотека „Марко Марковић“
Сарајевска општина Центар, 1953. оснива Народну библиотеку „Ковачићи“, која се налазила у истоименом насељу. Та библиотека је касније понијети име Народна библиотека „Марко Марковић“. Интеграцијом библиотека „Петар Кочић“, „Владимир Назор“ и „Марко Марковић“, са подручја Новог Сарајева, 1966. године је основана Општа народна библиотека Ново Сарајево. Општа народна библиотека Ново Сарајево, Дом културе „Васо Пелагић“ који се налазио на Грбавици и Пионирски центар „Бошко Буха“ такође из насеља Грбавица, 1979. године постају саставне јединице новоформиране Народне библиотеке „Бранко Ћопић“. Избијањем ратних сукоба, поново се формира Народна библиотека „Марко Марковић“ која постаје народна библиотека Српског Новог Сарајева.

### Библиотека Радничког универзитета „Ђуро Ђаковић“
Током 1903. године, у Сарајеву је основано Типографско болесничко и потпорно друштво, које је током прве године постојања почело са сакупљањем књига, у циљу оснивања Радничке библиотеке. Почетком 1904. године, библиотека је отворена и смјештена у Радничком дому. Првобитна литература библиотеке се састојала из лијепе, педагошке и стручне литературе. Током 1922. и 1923. године фонд библиотеке је допуњен у значајној мјери, а сам простор у ком је била библиотека је преуређен, опремљен савременим техничким уређајима, а цјелокупан фонд каталогизован. До 1941. године, Радничка библиотека је прерасла у значајну библиотеку са књижним фондом од преко 10.000 јединица. Током Другог свјетског рата, библиотека је подијелила судбину осталих културних и образовних институција, а њен фонд је у значајној мјери уништен. Преостали књижни фонд, је у новој држави, након завршетка рата, подијељен у двије групе, научно-стручну и белетристичку. Научно-стручни дио бивше библиотеке је предан историјском одјељењу Централног комитета Комунистичке партије Југославније, а књиге белетристрике, библиотеци Мјесног синдикалног вијећа. Током 1950. године Сарајево је добило нову библиотеку, а то је била нова Радничка библиотека, чији књижни фонд је састављен од књижног фонда бивше Радничке библиотеке и бивше библиотеке Мјесног синдикалног вијећа и Синдикалне школе. По оснивању Радничког универзитета у Сарајеву, ова библиотека је постала дио те образовне установе и понијела назив Библиотека Радничког универзитета у Сарајеву, која је 1960-их година имала преко 15.000 јединица књижног фонда, као и читаоницу.

#### Општинска библиотека Илиџа
Прије ратних сукоба у Илиџи је постојала општинска библиотека, која је настала издвајањем из библиотеке Радничког универзитета „Ђуро Ђаковић“, такође смјештеног у Илиџи. Библиотека у Илиџи је отворена исте године када и општинска библиотека у Хаџићима, 1956. године. Општинска библиотека Илиџа је 1988. године постала одјељење Народне библиотеке „Хасан Кикић“ најстарије библиотеке у граду Сарајеву, која је основана 1947. године, када постаје матична библиотека, надлежна и за општину Илиџа. Након проглашења Републике Српске и интеграције општине Илиџа у уставно-правни систем Републике Српске, Општинска библиотека Илиџа се уједињена са Библиотеком Радничког универзитета.

### Библиотека Фрањевачког теолошког факултета
Историја библиотеке Фрањевачке теологије у Сарајеву датира у посљедних десетак година 19. вијека, у вријеме када су се фрањевачки кандидати школовали изван Босне. Библиотека Фрањевачке теологије, основана је када и Богословија, 1892. године. Библиотека је била затвореног типа, а имала је већи број књига и часописа научног садржаја, у првом реду богословског. Од тада се биљеже први књижни фондови, који ће формирати језгру будуће библиотеке ове установе. Приликом ослобађања насеља Неџарићи, у Новом Сарајеву, на првој линији сукоба нашао се Фрањевачки теолошки факултет, који је остао напуштен од стране наставног кадра и студената. Библиотека је садржавала богат избор књига с подручја теологије, филозофије, црквене и опште историје, књижевности. Књижни фонд библиотеке овог факултета који је износио око 70.000 књига, свезака и осталог материјала на више страних језика спашен је и уз велики напор библиотечких радника из Српског Сарајева евакуисан у Илиџу, чиме је постао дио Народне библиотеке Илиџа. Око 25.000—30.000 књига је, у годинама после рата, предато Фрањевачком теолошком факултету.

## Организација
Матична библиотека успјешно задовољава потребе ђака, студената и становништва Сарајевско-романијске регије. То је и њено матично подручје на којем врши стручни надзор и организује рад 30 библиотека: 5 народних, 8 факултетских, 16 школских и библиотеке у КПЗ „Кула“ и клиничком центру Источно Сарајево. Разноврсни фонд библиотеке који броји преко 100.000 јединица смјештених у одјељења Матичне библиотеке, легатима библиотеке и Дјечијој библиотеци. Општинске библиотеке на територији Сарајевско-романијске регије за које стручни надзор врши матична библиотека су:
- Народна библиотека Пале
- Народна библиотека Соколац
- Народна библиотека Трново
- Народна библиотека Источни Стари Град
- Народна библиотека „Бранко Чучак“ Хан Пијесак
- Народна библиотека Рогатица

Организација Матичне библиотеке:
- Дјечија библиотека Источно Сарајево садржи око 7.000 јединица намијењених дјеци од предшколског до узраста завршног разреда основне школе. У дјечијем одјељењу можете наћи сликовнице, књиге за дјецу, енциклопедије, рјечнике, научнопопуларну литературу и стрипове. Уз књиге можете посуђивати ЦД, DVD и играчке.
- Одјељење белетристике на својим полицама има око 37.000 књига свих жанрова из готово свих књижевности свијета.
- Одјељење стручне и научне књиге са читаоницом располаже фондом од 17.000 књига из свих области људског знања, а корисницима је на располагању ауторски и предметни каталог као и приступ интернету.
- Одјељење стране књиге са читаоницом нуди 8.000 књига на страним језицима, од чега су највећи и најтраженији сегменат књиге на енглеском језику. Библиотека у свом фонду посједује и 1.400 књига на француском језику, 1.250 на њемачком, 1.300 на руском. Поред ових бројнијих фондова, постоји и мањи број књига на на италијанском, грчком, норвешком са око 250 књига. Одјељење посједује богату и вриједну збирку књига писану готицом.
  - Збирка Готице. Јеврејска општина Сарајево је Матичној библиотеци поклонила Збирку готице од око 200 наслова. Многи од ових наслова припадају старој, ријеткој књизи и датирају из друге половине 19. вијека. Познато је да је ова збирка у Јеврејску општину дошла из приватне колекције породице Михаћ, чији је посљедњи члан била професорка Татјана Михаћ, која је преминула 2012.године. Књиге из ове збирке, које нису биле оштећене, су прошле кроз рестаураторску радионицу. Међу насловима су најбројнији класици као што је Бокачов „Декамерон“, Хајнеова и Гетеова дјела. Са књигама су дошли и мали каталози у којима је породица Михаћ водила прецизну евиденцију своје личне колекције.[6]
- Одјељење периодике прикупља, чува, проучава и даје на коришћење фонд серијских публикација који садржи велики број часописа, зборника, новина из науке и културе.
- Одјељење за слијепа и слабовида лица Матичне библиотеке намијењено је општем образовању, информисању и задовољавању културних потреба слијепих и слабовидих лица.
- Кинеска читаоница отворена је у мају 2015. у Матичној библиотеци у Источном Сарајеву. Кинеска амбасада у Сарајеву донирала је опрему и учила. Матична библиотека је отварањем ове читаонице добила ново мјесто за сусрете, дружења, размјену знања и упознавање нових култура.
- Легати који се налазе у Матичној библиотеци су заоставштина, у виду књижног фонда, докумената, Неђе Шиповца, Мирка Шаровића и Риста Трифковића.

1. Легат Неђе Шиповца. У Матичној библиотеци Источно Сарајево 26. јуна 2012. отворен је легат посвећен Неђи Шиповцу.[7] Први дио легата достављен је у Матичну библиотеку 2000. а други дио је уступила породица Шиповац 2011.[7] Легат садржи укупно 2.000 књижних јединица, 37 фасцикли документарне грађе, говора, позивница, биографија, као и грађе о стварању Републике Српске и њених институција културе у чему је Шиповац учествовао.[7]
2. Легат Мирка Шаровића. Заоставштина бившег предсједника Републике Српске Мирка Шаровића, Матичној библиотеци представља збирку отвореног прилива и тренутно броји 578 библиографских јединица (монографских публикација), инвентарисаних у посебној књизи инвентара.  Саставни дио легата чине монографије и стручне  књиге домаћих и страних аутора које је Шаровић добијао на поклон посјећујући стране државнике и дипломате док је вршио функцију предсједника Републике Српске.
3. Легат Риста Трифковића. Породица Риста Трифковића је у јуну 2014. године поклонила Матичној библиотеци његову личну библиотеку са 1.204 књиге, 60 часописа, његове рукописе, преписку, награде, исјечке из новина, извјештаје, дописнице. Грађа је пописана у посебну књигу инвентара, смјештена у витрине и подијељена у 5 група. Прву групу чини 1099 књига из белетристике различитих домаћих и страних аутора. У другој групи од 18 књига су Трифковићева сопствена дјела (11 наслова) и дјела у којима се Трифковић јавља као аутор (4 наслова). Трећа група су књиге којима је Трифковић био уредник (78 наслова, 83 примјерка). Новине и часописи, углавном из књижевности и умјетности, чине посебну четврту групу легата. Пету групу чини 1098 листова рукописа, преписке и личних дикумената, 215 исјечака из новвина и један DVD.[8]

- Информативни центар располаже са 9 рачунара повезаних у мрежу као и опремом за штампање и скенирање материјала, Матична библиотека је у могућности да задовољи најразноврсније потребе корисника.[1]
- Мултимедијална читаоница Матичне библиотеке с обзиром на специфичност простора и планове везане за побољшање и проширење спектра услуга има тенденцију да креира и реализује програме континуираног образовања не само за библиотекаре него и за стручњаке из других области, те да помогне у дигиталном описмењавању широког круга наших корисника кроз организовање курсева и радионица.

Циљ Матичне библиотеке је промоција политике укључења цјелокупног друштва у ново информатичко доба, доживотно учење, подршка формалном образовању на свим нивоима укључујући и образовање на даљину, подршка пословању и економији, учешће грађана у новим облицима цивилне управе, приступ различитим културним садржајима, прегледање мултимедијалних издања и сл. проналажење и финансирање нових модела пословања и многи други облици виртуелног рада. Сви поменути циљеви усмјериће развој цјелокупног друштва ка модерним смјерницама које су постављене у развијеним либералним демократијама Запада.

## Споменик
Поводом 10. јубиларног Међународног фестивала документарног и кратког играног филма „Први кадар“ откривена је реплика стећка кнеза Павла испред Културног центра у Источном Новом Сарајеву. Оригинални стећак Кнеза Павла се налази на Павловцу, и сматра се да је то мјесто почивања великог кнеза. Реплика стећка кнеза Павла је постављена испред улаза у Матичну библиотеку.
- Стећак кнеза Павла
- Легенда